# Stennweiler
Stennweiler ist ein Ortsteil der Gemeinde Schiffweiler im Landkreis Neunkirchen im Saarland. Es umfasst eine Fläche von 461 Hektar und hat (Stand: Oktober 2023) 2103 Einwohner. Davon gehören 1083 Einwohner der katholischen, 385 der evangelischen und 64 sonstigen Religionsgemeinschaften an. 571 Personen sind ohne Religionszugehörigkeit.

## Geschichte

### Antike und Mittelalter
Von Stennweiler ist – wie für die meisten Dörfer (und auch Städte) – kein Gründungsdatum überliefert, historische Überreste sind dagegen im Bereich der heutigen Ortsfläche bereits für die römische, vielleicht auch schon für die gallische Epoche belegt. Nicht belegt ist allerdings eine Ansiedlung, erst recht kann nicht von einer Siedlungskontinuität durch die Völkerwanderungszeit hindurch ausgegangen werden.

### Ersterwähnung
Bis vor einigen Jahrzehnten galt das Jahr 1575 bzw. 1572 als Ersterwähnung des Ortes. Dieses Datum rührt von dem Lehrer und Heimathistoriker Jakob Zewe her, der 1930 die erste geschichtliche Darstellung der Gemeinden des damaligen Amtes Stennweiler bzw. Schiffweiler vorgelegt hat. Zewe bezog sich dabei auf die Nennung des Ortes in einer sog. „Pferdehalter-Aufnahme“ des Grafen von Nassau-Saarbrücken aus dem 1575. Amtsgerichtsrat Philipp-Adolph Fürst, ebenfalls als Heimathistoriker tätig, revidierte 1938 in seiner Sammlung der ältesten Einwohnerverzeichnisse des Oberamts Ottweiler die Jahreszahl in 1572 und deutete an, dass die Stennweiler Höfe (die allesamt der Grundherrschaft unterworfen waren) vor diesem Datum mit ihren Inhabern unter Schiffweiler subsumiert wurden. Der Gymnasiallehrer, Germanist und Historiker Bernhard W. Planz konnte im Rahmen eines historischen Abrisses im Stennweiler Bildband von 1984 Belege dazu anführen. Die heute unbestrittene Auffassung, dass Stennweiler eine Tochtersiedlung des älteren Schiffweiler ist, vertrat als erster der Schiffweiler Gymnasiallehrer, Geograph und Historiker Helmut Weyand in seiner Dissertation aus dem Jahre 1970. Er verwies außerdem darauf, dass Stennweiler bis 1742 zum Schiffweiler Banngebiet gehörte. Zu einem weiteren wegweisenden Ergebnis kam 1990 der Realschulrektor und Heimathistoriker Hans Rixecker in der Einleitung zu dem von Monika Mörsdorf verfassten Familienbuch des Ortes Stennweiler. Rixecker identifizierte das in der (1914 / 19 erschienenen) Regesten-Sammlung von August Hermann Jungk für 1347 erwähnte „Steinwinden“ nicht mehr – wie man es bis dahin getan hatte – mit dem Ort Steinwenden bei Kaiserslautern, sondern eben mit Stennweiler bei Ottweiler / Schiffweiler. Für das genannte Jahr wird ein „Stephan von Steinwinden“ in einer Liste der Zehntversteigerungen des Klosters Neumünster bei Ottweiler aufgeführt. Stephan ist demnach der erste bekannte Name eines Bewohners des Ortes. Leider ist die Originalurkunde, die dem Regest zugrunde lag, heute, verschollen. Aus dem Findbuch im saarländischen Landesarchiv kann noch auf die entsprechende Materialmappe geschlossen werden, die Mappe selbst ist aber nicht mehr vorhanden. Dass das genannte Steinwinden tatsächlich das heutige Stennweiler ist, dafür konnte Bernhard W. Planz in der Festrede zur 650-Jahr-Feier 1997 (veröffentlicht in den „Heimatblättern“ dieses Jahres und weitgehend identisch mit der vorliegenden Darstellung) weitere Belege aufführen. So heißt es in einem – im Landesarchiv vorhandenen – Erbvertrag aus dem Jahre 1550, dass Äcker „in Schiffweiler und Steinwenden gemarken gelegen“ seien, womit deutlich wird, dass Steinwenden / Steinwinden ein Nachbarort von Schiffweiler sein muss. Ein weiteres Beispiel aus Unterlagen des Landesarchivs: Als Heimatort eines „Nickel der Schmitt“ genannten Mannes, der innerhalb eines Jahres zweimal als Zeuge vor dem Klostergericht erscheinen muss, wird einmal Stennweiler, ein andermal Steinwenden angegeben. Der Name des Ortes schwankt also um die Mitte des 16. Jahrhunderts noch zwischen Steinwenden / Steinwinden und Stennweiler. In der Folge setzt sich die Namensform Stennweiler (bis zum Ende des 18. Jahrhunderts mit vielen Schreibvarianten wie Stemwiler, Stennwiller, Stennweyler, Stennweiller und der hochdeutschen Variante Steinweiler) durch.

### Bedeutung des Namens
Der Namensbestandteil „wenden“ / „winden“ leitet sich (wahrscheinlich) vom erschlossenen althochdeutschen Substantiv „winidi“ bzw. „giwinidi“, d. h. Weideland ab. Steinwenden heißt demnach „steiniges Weideland“, Stennweiler „steinreiches Dorf“.

### Entwicklung bis zum Dreißigjährigen Krieg
Über die ersten Jahrhunderte in der Geschichte des Dorfes sind wir so gut wie nicht informiert. Es können lediglich Vermutungen angestellt werden. Eine ist die, dass die ersten zwei oder drei Höfe („Vogteien“) um 1300 eingerichtet wurden, als die besseren Böden unmittelbar um Schiffweiler bereits in Ackerland umgewandelt waren und nun wegen des Bevölkerungsanstiegs auch schlechtere Böden in Kultur genommen werden mussten. Die Höfe lagen ganz sicher im Bereich des heutigen Unterdorfs, das bis ins 19. Jahrhunderts hinein mit Stennweiler schlechthin identisch war. Offen ist bisher, ob die Siedlung kontinuierlich weiterbestand oder ob es zeitweise zu einer Siedlungsunterbrechung kam. Eine Art erste Beschreibung des Ortes liegt mit der schon genannten „Pferdehalter-Aufnahme“ von 1572 vor. Es werden darin 11 Haushaltungen aufgeführt mit insgesamt 48 Pferden, außerdem – zusammen mit Schiffweiler – vier Haushaltungen ohne Pferde. Die eindeutig Stennweiler zuortbaren Namen sind: Weiß Lorentz, Wolffritz Henchen, Conradts Trentz, Becker Hanß, Desterichs Wendel, Rosen Peter, Gerharts Velten, Scheit Henchen, Heutten Hanß, Starcken Nickel, Dioboldt Wagener. – Die Familiennamen, die mit Ausnahme von Dioboldt Wagener dem Vornamen vorangestellt sind, haben offenbar noch den Charakter von Beinamen, sind noch nicht im heutigen Sinne fester Namensbestandteil. So erklärt sich vielleicht auch die überraschende Tatsache, dass in der Kontributionsliste von 1625 lediglich die Hälfte der Familien- bzw. Beinamen von 1572 wiederzufinden ist. Vier Hof- bzw. Vogteiinhaber sind nur mit ihrem Vornamen aufgeführt.
Eine schon etwas genauere Beschreibung des Ortes datiert aus dem Jahr 1634. Danach sind in Stennweiler weder Pfarrhaus noch Mühle vorhanden, noch Gebäude oder Hofanlagen, die vom Grundherrn, dem Grafen von Nassau-Saarbrücken, als Eigenbesitz bewirtschaftet werden. Aufgelistet werden ein Meierhaus (in dem der „Ortsvorsteher“ wohnte) und ein weiteres Haus, im Besitz des Ottweiler Stadtschreibers, beide von der Fron (d. h. von der Dienstpflicht für den Grafen) befreit. Von der Fron befreit sind auch drei Häuser „wegen der Eisen Hütten“ (möglicherweise Eisengräber am Silberbach oder aber Beschäftigte auf der Neunkircher Hütte). Es werden weiter aufgelistet: vier nichtbefreite Häuser, zwei Witwenhäuser, drei abgebrannte und verfallene Häuser, von denen eines offenbar aber noch bewohnt ist, und ein der Gemeinde gehöriges Hirtenhaus. – Die Zahl der Vogteien scheint sich also im Vergleich zu 1572 leicht verringert zu haben.

### Dreißigjähriger Krieg und Wiederaufbau
Nur ein Jahr nach dieser Beschreibung brach die Katastrophe über den Ort (wie über viele Nachbarorte) herein. Es ist die Zeit des Dreißigjährigen Krieges. Zwar hatte man schon seit 1627 unter Einquartierungen, Durchmärschen und Plünderungen zu leiden, man war aber im Großen und Ganzen glimpflich davongekommen. In der Beschreibung von 1634 wird lediglich erwähnt, dass „Christman Guttweins Stiefkind Haus durch des Fockers Kriegsvolk in Eschen gelegt“ worden sei. Nach der Niederlage der Schweden bei Nördlingen am 6. September 1634 rückten kaiserliche Truppen in die mit Schweden und Frankreich verbündete Grafschaft Nassau-Saarbrücken ein und brannten auf ihrem Durchmarsch alle erreichbaren Dörfer nieder. Darunter auch Stennweiler. Die Bewohner, sofern sie nicht fliehen konnten – ein Rückzugsgebiet war der Hunsrück –, wurden getötet oder verschleppt, oder sie starben in der Folge an Hunger und Seuchen. Angeblich lebte am Ende des Krieges in Stennweiler nur noch eine alte Witwe mit ihrem Pferd. Möglicherweise kehrten in der Folge Geflohene zurück, ob es tatsächlich eine personale Kontinuität über den Dreißigjährigen Krieg hinaus in Stennweiler gegeben hat, bleibt aber fraglich.
Zu einer „Wüstung“ wurde der Ort nicht. Denn bald begannen der Wiederaufbau und die Wiederbesiedlung, mit Zuwanderern z. T. aus Lothringen, der Schweiz und Tirol. Unterbrochen wurde dieser Wiederaufbau durch erneute Zerstörungen im Zusammenhang mit den Kriegen Ludwigs XIV. In den 1680er Jahren wurde die Grafschaft Nassau-Saarbrücken (und damit Stennweiler) „réuniert“, d. h. sie war bis 1697 Teil Frankreichs. In der Landesbeschreibung von 1684 heißt es (in der Übersetzung von Fürst): „Das Dorf Stennweiler war zum Teil bewohnt von Leuten, die tagsüber auf der Hütte von Neunkirchen arbeiten und keinerlei Landbesitz im Orte hatten; dagegen gab es sieben bis acht andere Einwohner daselbst, die welchen besitzen“. Noch ist also der Zustand vor dem Dreißigjährigen Krieg nicht erreicht. Die Zahl der Haushaltungen bewegt sich in der ersten Hälfte des 18. Jahrhunderts zwischen 10 (1701), 7 (1707) und steigt dann auf 12 (1720) und schließlich 17 (1741).

## Dorfstruktur im 18. Jahrhundert
Stennweiler war um die Mitte des 18. Jahrhunderts ein Haufendorf. Ohne jede Regelmäßigkeit standen Einzelhöfe im Bereich der heutigen Steinstraße und unteren Lindenstraße. Die Höfe waren eingeschossige, nicht unterkellerte Fachwerkbauten mit Strohdach, sog. Einhäuser, die bäuerliche Wohnung und bäuerlichen Betrieb unter einem Dach vereinigten. Erst mit der Einführung der Kartoffel um die Mitte des 18. Jahrhunderts begann man Kellerräume anzulegen. Noch länger dauerte es, bis sich die Bruchsteinbauweise und schließlich im 19. Jahrhundert die Ziegelbedachung durchsetzte.
Die Bewohner des Ortes, soweit sie über landwirtschaftliche Betriebe verfügten (wie erwähnt gab es bereits einzelne Familien, die von der Eisenerzgewinnung bzw. –verarbeitung lebten) waren Hörige und Leibeigene, d. h. Land und Hof, ja die eigene Person gehörten letztlich dem Grund- und Leibherrn, dem Grafen von Nassau-Saarbrücken. Zu bestimmten Terminen im Jahr waren festgesetzte Abgaben zu entrichten und festgesetzte Dienste (die schon früher genannte Fron) zu leisten. Faktisch konnten sich aber die Hofinhaber als Besitzer ihres Anwesens ansehen. Denn er konnte ihnen nicht entzogen werden und er wurde auf den ältesten Sohn, gegebenenfalls die älteste Tochter vererbt. Im Prinzip stellten also die mit Leibeigenschaft und Hörigkeit verbundenen Verpflichtungen frühe (Dauer-)formen der Steuererhebung dar.
Das Ackerland, Teil der sog. Allmende, des dörflichen Gemeinbesitzes, wurde in der Form der Dreifelderwirtschaft bearbeitet. Brache, Wintergetreide und Sommergetreide lösten sich in regelmäßigem Wechsel ab. Ab Mitte des 18. Jahrhunderts, als sich die feudalrechtlichen Regelungen aufzulösen begannen und auch die Erbteilung durch den Grund- und Landesherrn zugestanden wurde, ging die Allmende in den Privatbesitz der Bauern über. Erbteilung, Aufhebung von Heiratsverboten und „Privatisierung“ der Allmende trugen mit zum Anstieg der Bevölkerungszahl, aber damit auch zur Verarmung von Teilen der Bevölkerung bei.
In der Mitte des Dorfes stand schon im 18. Jahrhundert die „tausendjährige“ Linde. Sie wurde wohl in der zweiten Hälfte des 17. Jahrhunderts angepflanzt, möglicherweise an der Stelle eines Vorgängerbaums, der im Dreißigjährigen Krieg vernichtet wurde. Sie spielte im dörflichen Leben eine zentrale Rolle. Unter ihr versammelten sich die Vogteiinhaber, um die dörflichen Angelegenheiten zu regeln und die herrschaftlichen Anordnungen entgegenzunehmen. Hier traf man sich auch zum „Meie“, zumal ein Brunnen davor stand, oder die dörfliche Jugend fand sich an Sommersonntagen zum Tanzen ein.

### Politischer Wandel
Die Phase der Zugehörigkeit zur Ersten Französischen Republik und zum Französischen Kaiserreich von 1798 bis 1814 ist – wie überall in den linksrheinischen Gebieten – mit der endgültigen Ablösung der mittelalterlich-feudalen durch die moderne bürgerliche Gesellschaft verknüpft. Die Menschen wurden persönlich frei, Vorrechte jeder Art, berufliche Einschränkungen und Einschränkungen der Bewegungsfreiheit wurden beseitigt. Mit dem „Code civil“ von 1804 erhielten sie das modernste und fortschrittlichste bürgerliche Gesetzbuch der damaligen Zeit. Es blieb linksrheinisch bis zum Jahre 1900 in Kraft. Stennweiler bildete eine „Mairie“, die auch die umliegenden Dörfer umfasste, und gehörte zum „Arrondissement“ Saarbrücken und „Département de la Sarre“ mit der Hauptstadt Trier.
1816 wurde Stennweiler, als Teil der Rheinprovinz, Regierungsbezirk Trier, Kreis Ottweiler, Bürgermeisterei Stennweiler (später Amt Schiffweiler) an Preußen angegliedert, 1919/20 dem neu geschaffenen „Saargebiet“ (heute Saarland) zugeordnet, 1974 im Rahmen der damaligen Gebiets- und Verwaltungsreform Teil der Gemeinde Schiffweiler. Der Sitz der Gemeindeverwaltung war bis 1878 in Ottweiler, seitdem ist er in Schiffweiler.

### Wirtschaftliche und gesellschaftliche Veränderungen im 19. Jahrhundert
Um die Mitte des 19. Jahrhunderts begann sich der Charakter des Ortes zu verändern. Mit der Eröffnung der Grube Reden 1846 und weiterer Bergwerke im Raum Neunkirchen und dem Ausbau des Stummschen Eisenwerkes verdienten immer mehr Menschen ihren Lebensunterhalt durch Kohle und Eisen – eine Entwicklung, die es ermöglichte, die wachsende Verarmung, den sog. „vorindustriellen Pauperismus“, zu stoppen. Neben dem Beruf als Bergmann oder Hüttenarbeiter betrieb man häufig aber noch eine kleine Landwirtschaft als Ergänzung zum anfangs sehr spärlichen Lohn und als Absicherung für Zeiten der Arbeitslosigkeit. Es ist der Bergmannsbauer, der so typisch für das Saarrevier wurde, auch für Stennweiler, zumal für das Oberdorf, wohin sich allmählich die Besiedlung ausdehnte. Allerdings wurde Stennweiler nie in dem Maße von Kohle und Eisen geprägt wie die übrigen Orte der heutigen Gemeinde Schiffweiler. Es gab immer eine ganze Anzahl von Vollerwerbsbauern, die bis ins 20. Jahrhundert hinein eine bestimmende Rolle im dörflichen Leben spielten.
Durch die Anlegung der Bahnlinien ab 1848 und die vermehrte Bautätigkeit gewannen zeitweise auch die Steinbrüche im Ottweiler Wald und an der Wemmetsweiler Chaussee wirtschaftliche Bedeutung, ebenso die Ziegeleien im Bereich der heutigen Hüttigweilerstraße („Ziegelhütte“) und im Bereich des „Stülze Hofs“.
Nach Ansätzen in nassau-saarbrückischer und französischer Zeit setzte sich im Verlauf des 19. Jahrhunderts auch in Stennweiler die (ganzjährige) Schulpflicht durch. 1828 / 29 wurde das erste, 1904 / 05 das zweite Schulhaus errichtet. Durch die verbesserte Schul- und Allgemeinbildung mit bewirkt, entstanden gegen Ende des Jahrhunderts die ersten Vereine, so der Männergesangverein „Floria“, gegründet 1879, der über 100 Jahre bestehen sollte.

### Zwanzigstes Jahrhundert
Vor dem Ersten Weltkrieg hatte Stennweiler bereits 1000 Einwohner, von den erwachsenen Männern im arbeitsfähigen Alter war ein Viertel im Bergbau beschäftigt. Das Dorf bestand aus 150 Wohnhäusern, z. T. mit Stallungen, den beiden Schulgebäuden und der 1912 errichteten katholischen Kirche.
In den 1920er und 30er Jahren hielten technische Errungenschaften wie Anschluss an eine öffentliche Wasserversorgung, Elektrizität, Radio, Automobil (in ganz wenigen Exemplaren) Einzug im Dorf. Mit der Einführung des allgemeinen und gleichen Wahlrechts auch auf kommunaler Ebene im Jahre 1919 gründeten sich Parteien, besser: Vorformen von Parteien, und wurden erstmals Wahlkämpfe durchgeführt. Wie andernorts war die Volksabstimmung von 1935 von einem heute unbegreiflichen Nationalismus und Fanatismus begleitet, der die wenigen, die ihre warnende Stimme gegen einen Anschluss an Hitler-Deutschland erhoben, aus dem dörflichen Leben wegdrängte. Einer der wenigen und sicher der wichtigste war Karl Kunz. Er „bezahlte“ seinen Mut mit Schikanen aller Art, mit Entlassung aus dem Beruf und Zwangsarbeit. 2011 wurde die Straße zum Kindergarten nach ihm benannt.
Eine Zeit großer Veränderungen waren auch die 50er und 60er Jahre. Der dörflich-bäuerliche Charakter des Ortes verschwand, auch die Bindung an den Bergbau verlor zusehends an Bedeutung. Mit der Anlegung des Bebauungsgebietes „Seiters“ begann eine großflächige Siedlungserweiterung, die sich seit Mitte der 80er Jahre im Bebauungsgebiet zwischen Herrengarten und Hüttigweilerstraße fortsetzte.
Heute ist Stennweiler weitgehend ein reiner Wohnort. An die Vergangenheit erinnern die Dorflinde, wenige in etwa noch erhalten gebliebene bzw. restaurierte Bauernhäuser und Bergmannsbauernhäuser, die neugotische (und mit Jugendstilelementen versehene) katholische Pfarrkirche aus dem Jahre 1912 und die Wegekreuze. Für die Bautätigkeit seit den 50er Jahren stehen die evangelische Kirche (inzwischen entwidmet und zur Wohnstätte für Menschen mit geistiger Beeinträchtigung umgewandelt), die Leichen- und Aussegnungshalle, die Lindenhalle, die für Veranstaltungen verschiedenster Art und das Training von Sportvereinen genutzt wird, und neuerdings die großzügige Kindertagesstätte im Karl-Kunz-Weg.
Ein seit Langem verfolgtes Projekt, das 2010 abgeschlossen wurde, war die Anlegung eines Platzes im Bereich der früheren „Alten Schule“. Auf diesem Platz findet inzwischen auch das traditionelle Dorffest im Juli jeden Jahres statt.

## Religion
Kirchlich war Stennweiler seit seinen Anfängen der Pfarrei Schiffweiler und damit dem Bistum Metz zugehörig. Dies blieb auch so, als 1575 die Grafen von Nassau-Saarbrücken und Nassau-Ottweiler die Reformation in ihrer lutherischen Form einführten. Da die Schiffweiler Pfarrei allerdings im Dreißigjährigen Krieg unterging, erfolgte eine Zuordnung zur Pfarrei Ottweiler. Sie ist heute noch die zuständige Kirchengemeinde für die Protestanten des Ortes.
Gehörten bis zur Mitte des 17. Jahrhunderts wohl alle Einwohner des Ortes der evangelisch-lutherischen Konfession an, so entstand durch die Zuwanderung nach dem Dreißigjährigen Krieg ein kleiner evangelisch-reformierter und insbesondere wieder ein katholischer Bevölkerungsanteil, dem 1680, mit Beginn der französischen Herrschaft, die freie Religionsausübung gestattet wurde. Diese blieb, wenn auch eingeschränkt, nach dem Ende der französischen Herrschaft, 1697, erhalten. Seit Mitte des 18. Jahrhunderts übertrifft der katholische Bevölkerungsanteil den evangelischen. Die Katholiken gehörten zunächst der 1680 wiedererrichteten Pfarrei Ottweiler, ab 1803 der Pfarrei Schiffweiler an, die seit dem Napoleonischen Konkordat von 1801 dem Bistum Trier zugeordnet war. 1926 wurde Stennweiler eine eigene Pfarrei, im Jahre 2008 ist es zur früheren Pfarrei Schiffweiler „zurückgekehrt“.

## Sehenswürdigkeiten
- Die Kirche St. Barbara wurde 1912 errichtet.
- Die „Tausendjährige Linde“ markiert die Ortsmitte von Stennweiler. Den Namen erhielt der Baum, weil er sehr lange steht, doch das eigentliche „tausendjährige“ kommt aus dem Volksmund. Das tatsächliche Alter der Baumes wird auf rund 400 Jahre geschätzt. Die als Naturdenkmal ausgewiesene Linde wird mittlerweile von mehreren Stützen gehalten, um einen Einsturz zu verhindern.[2]

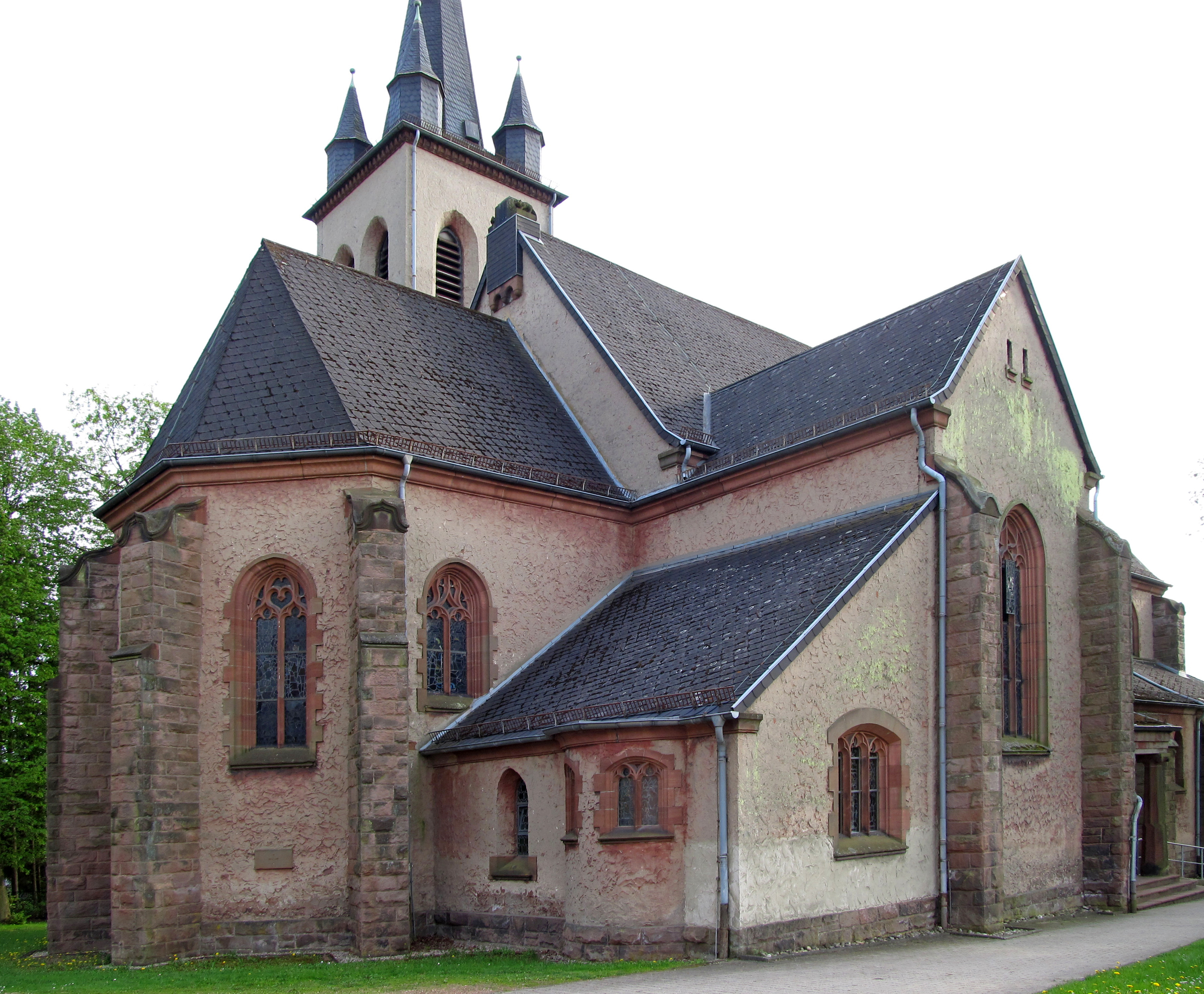
Kirche St. Barbara in Stennweiler
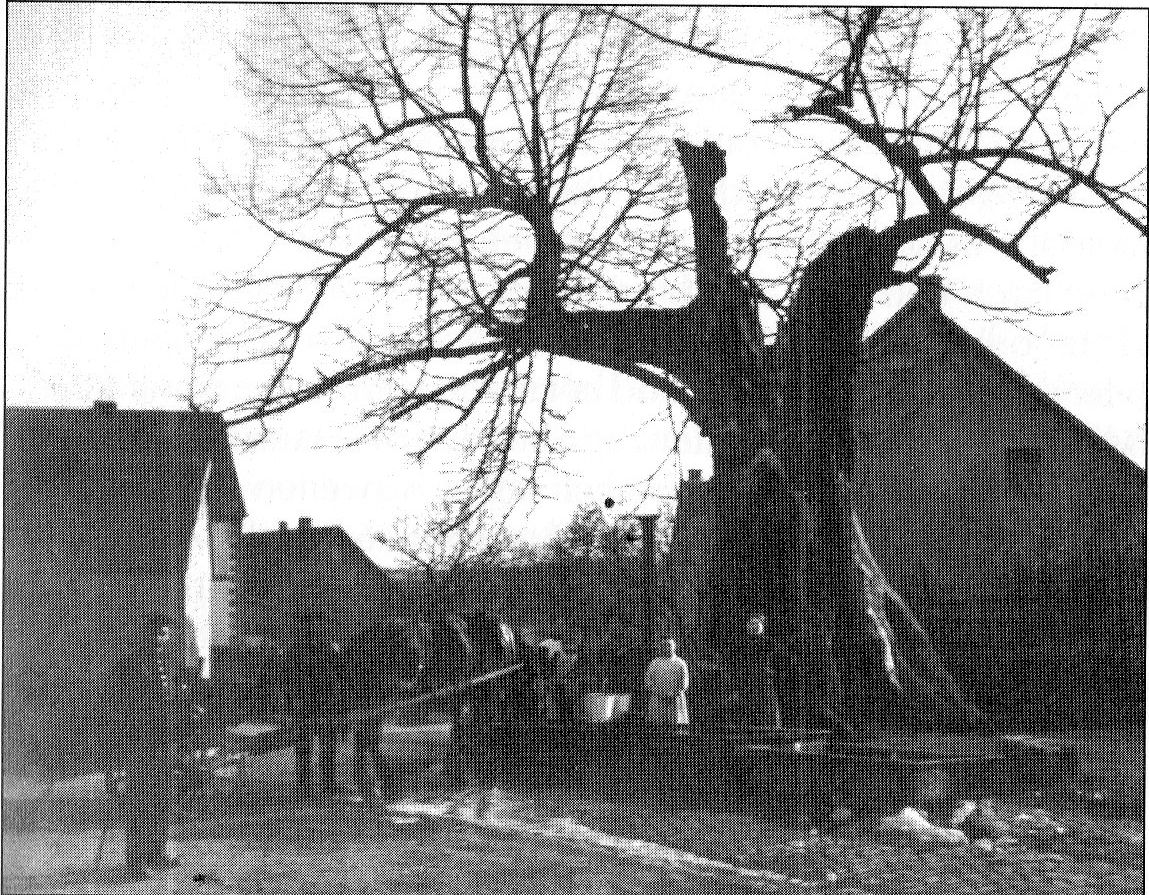
Brunnen vor der „Tausendjährigen Linde“ um 1900
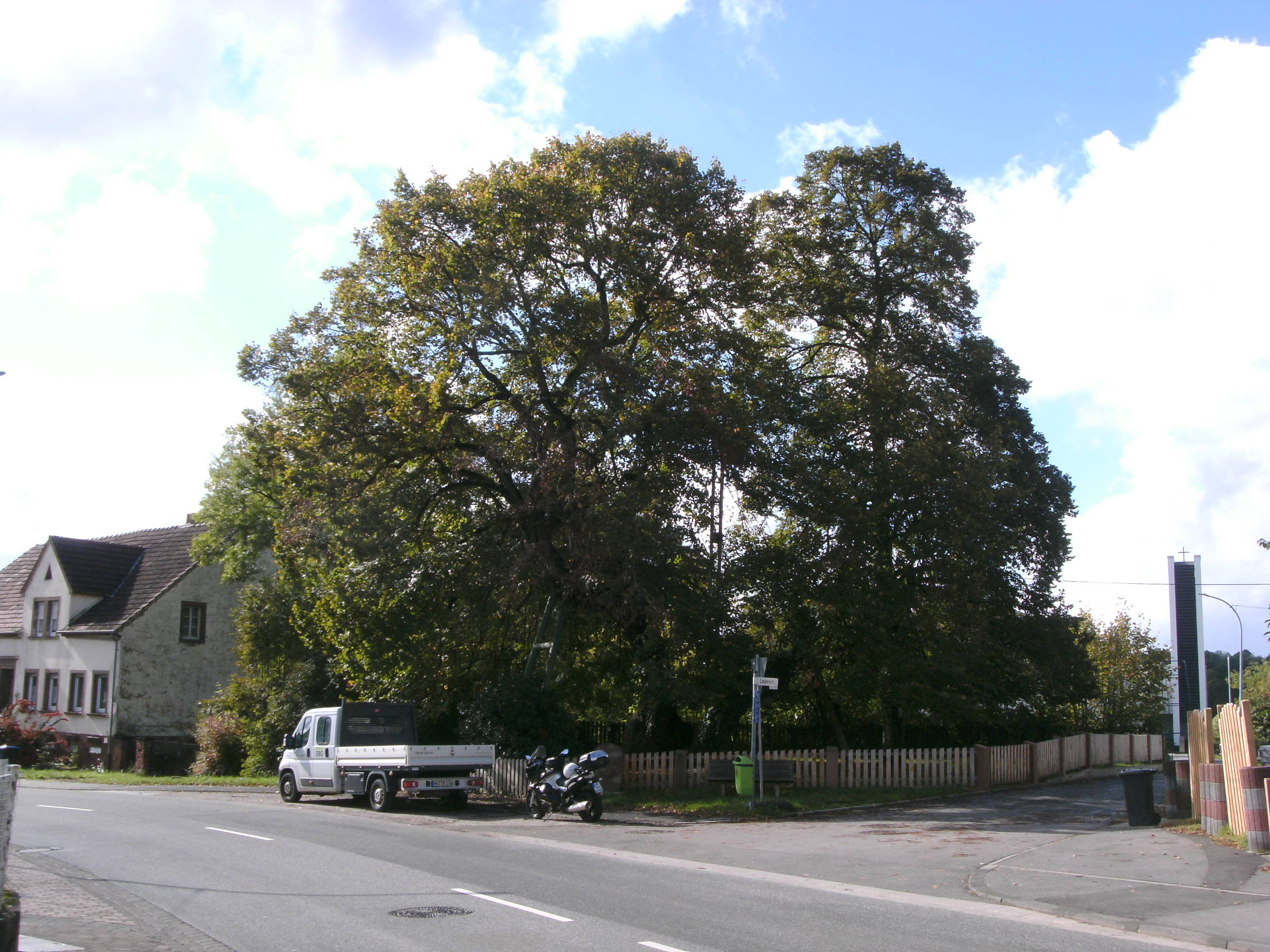
1000-jährige Linde im Oktober 2020

## Persönlichkeiten, Söhne und Töchter
- Christina Baltes (* 1962), Politikerin (SPD)
- Erwin Beyer (Ingenieur) (* 1919 in Stennweiler), Ingenieur, Baubeamter und Bauforscher, Erfinder neuer Brückenlager (Gummitopf- und Gleitlager)[3]
- Horst Werkle (* 1950), Bauingenieur
- Gerd Zewe (* 1950), Fußballspieler und Nationalspieler
- Werner Dörrenbächer (* 1954 Stennweiler), Langstreckenläufer. Saarlandmeister Marathon 1980, Deutscher Meister 100 km 1987[4]